# Antonio Brosa
Antonio Brosa (La Canonja, Tarragona, 27 de junio de 1894 - Barcelona, 23 de marzo de 1979) fue un violinista español.
Hijo de un director de banda, comenzó sus estudios musicales en Barcelona y los continuó en Bruselas. Se instaló en Inglaterra en 1914. En 1936, durante el Festival de la Sociedad Internacional de Música Contemporánea, estrenó en Barcelona la Suite, op. 6 de Benjamin Britten, con el propio compositor acompañándole al piano. Mantuvo una profunda amistad con Britten, quien apreciaba mucho las cualidades musicales de Brosa y alabó su técnica y su musicalidad. Britten 
le consultó a Brosa las dificultades que le iban surgiendo mientras componía su concierto para violín. El propio Brosa fue el encargado de estrenarlo el 28 de marzo de 1940 en el Carnegie Hall de Nueva York, junto a la Orquesta Filarmónica de Nueva York y John Barbirolli. Esta interpretación lanzó la carrera de Brosa como solista internacional. Posteriormente, en los años cincuenta, Brosa grabó este concierto de Britten.
Interpretó a menudo obras de autores contemporáneos, como del citado Britten, de Michael Berkeley, de Robin Milford, de Edmund Rubbra y de Michael Tippett.
Fundó el Brosa String Quartet en Londres y posteriormente formó parte del Pro Arte String Quartet en Estados Unidos. Tocaba un violín stradivari llamado «Vesuvio», que en 1968 pasó a propiedad del violinista británico Remo Lauricella.
Residió durante muchos años en Gran Bretaña, donde fue profesor del Royal College of Music y formó a numerosos violinistas. Brosa hablaba con fluidez cinco idiomas.
Actualmente, una calle de La Canonja está dedicada a Antonio Brosa.